# Lophura bulweri
El faisán coliblanco o faisán de Bulwer (Lophura bulweri) es una especie de ave galliforme de la familia Phasianidae endémica de la isla de Borneo. No se reconocen subespecies.